# Prolaktin

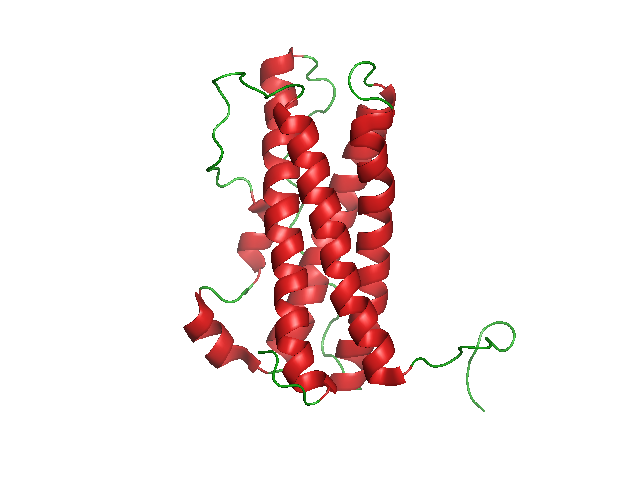
Prolaktinets struktur.

Prolaktin (PRL) är ett peptidhormon som produceras i hypofysens framlob (adenohypofysen). Ordet är bildat av pro-, 'för', och laktin, 'lac', 'mjölk', och syftar på dess första kända uppgift, nämligen att bidra till mjölkproduktion.
Prolaktinet har flera verkningar inom många områden. Det är kopplat till immunförsvaret, psykisk hälsa, ämnesomsättning, och är ett av de hormoner som stimulerar kvinnlig bröstutveckling. Det har en viktig uppgift i att reglera andra hormoners värden. Både män och kvinnor har prolaktin, och alla dess funktioner är inte klarlagda.
Dess huvudsakliga funktion är kopplad till fortplantningen, moderskänslor, fettomsättning, osmoreglering och immunomodulering. Alla däggdjur av båda könen har prolaktin.
Prolaktin bidrar till neurogenes.

## Kemi
Prolaktinet är kemiskt sett mycket likt tillväxthormon som kan binda till dess receptorer, dock kan inte prolaktin binda till tillväxthormonets receptorer. Prolaktinet består, beroende på djur eller människa, av mellan 177 och 204 aminosyror. Hos människan bildas prolaktin av ett prohormon som består av 227 aminosyror, vilket bryts ner till en molekyl av 199 aminosyror. Sedan kan prolaktinet genomgå flera processer, och specialiseras för det organ det ska verka i. Efter att prolaktinet bildats av prohormonet, kan det glykosyleras, fosforyleras, deamideras, sulfateras, dimeriseras, eller polymeriseras.
Det finns olika storlekar på prolaktinet. Den minsta varianten verkar i hjärnan, medan en större variant finns i lymfocyter och deciduaceller. Ett särskilt makroprolaktin kan bildas, vilket är ett prolaktin med hög molekylvikt samt bundet till IgG.

## Utsöndring och hämning
Prolaktin utsöndras dels kontinuerligt, dels pulsatilt/reaktivt. Både den kontinuerliga och den pulsatila prolaktinutsöndringen skiljer sig åt för könen, med åldern, och i relation till personens BMI, nivåer av könshormoner, hälsa, näringsstatus och stress. Nivåerna är högre hos fertila kvinnor, och hos personer med högre BMI. Dessa fakta kan dock moduleras av andra omständigheter.
Prolaktin utsöndras tillsammans med nervtillväxtfaktor från prolaktinceller, samt från laktotropa och laktosomatotropa celler i adenohypofysen till blodet, transporteras av särskilda prolaktinbärarproteiner i blodet, och binds av någon form av receptorer för neuropeptider och gonadotropiner, prolaktinreceptorer, vid bl.a. bröstkörtlar, hypotalamus, levern, äggstockarna, testiklarna och prostatan. Beroende på var prolaktinet binds får den olika funktion. Det är också möjligt att en del prolaktin även bildas där.
Den kontinuerliga prolaktinutsöndringen varierar under dygnet, och sker med 13-14 pulser per dygn. Värdena är som högst under sömnen, och börjar sjunka direkt efter uppvaknandet för att vara som lägst omkring vid klockan 12.00.
Frisättning av reaktivt/pulsatilt prolaktin sker bl.a. vid amning, stimulering av livmoderhalsen, av stora intag av lakrits, fysisk ansträngning, samt framför allt i samverkan med andra hormoner eller neuropeptider, i synnerhet dopamin. Det stiger också av proteinrik föda, i synnerhet vid lunch.

### Neuroendokrinologiska interaktioner
Prolaktin liksom tyroideastimulerande hormon TSH frigörs av TRH, samt fungerar med positiv feedback på serotonin och noradrenalin, samt negativ feedback på dopamin: högt prolaktin ses ofta vid lågt dopamin och vice versa. Därför kan förändringar i prolaktinnivåerna uppstå vid sjukdomar eller som biverkningar vid medicinering som påverkar blodvärdena av dopamin,  serotonin och tyreoideahormoner. Hyperprolaktinemi är en relativt vanlig biverkning vid behandling med psykofarmaka som sänker dopaminet eller höjer serotoninet och noradrenalinet. Det finns också ett negativt samband mellan prolaktinets respons på läkemedel som höjer serotoninet, och på aggressiva beteenden och personlighetsstörningar.
1998 fann ett japanskt forskarteam att hypotalamus bildar prolaktinfrisättande hormoner, vilkas roll delvis är att frisätta prolaktinet. Beta-endorfin verkar underlätta frisättning av prolaktin. Prolaktinet hämmar GnRH (gonadotropinfrisättande hormon).
Andra kända hormoner och neuropeptider som stimulerar frisättning av prolaktin är vasoaktiv intestinal peptid, oxytocin, vasopressin, kolecystokinin, och peptid PHI, samt möjligen insulin (ses vid vissa former av hypoglykemi). Förutom dopamin, räknas flera peptider som bildas av proopiomelanokortin, somatostatin och prekursorn till vasopressinkopplad neurofysin som särskilda prolaktinhämmande faktorer.

### Prolaktin som stresshormon
Miljöfaktorer kan påverka nivåerna av prolaktin som verkar stiga av att personen lever i stora informella komplex; en jämförande studie från 2002 av människor i urban och rural miljö visade att de i urban miljö hade signifikant högre värden av prolaktin samt lägre värden av testosteron och kortisol än den andra gruppen. Prolaktinet kopplas då till hjärt- och kärlsjukdomar. och ses som en indikator på livsstress. Hård fysisk träning ger den direkta effekten att prolaktinnivåerna blir upp till fyra gånger högre, en effekt som håller i sig upp till en timme. Ett dygn efter träningen är dock värdena lägre än de var innan träningen.
Prolaktinnivåerna stiger också vid yttre skador som till exempel vid kniv- och skottskador, i relation till skadans svårighetsgrad. Däremot har en svensk studie visat att prolaktinnivåerna är sänkta hos flyktingar som genomlevt motsättningar med myndigheter eller personer de stått i beroendeställning till. Vid en passiv livshanteringsstrategi ökar prolaktinnivåerna under stress, men vid aktiv copingstrategi är värdena normala eller sänkta. Höjda värden prolaktin, samt andra förändringar i stressaxeln, har därför ett samband med dissociativa och somatoforma symtom vid depressioner.
Prolaktin bidrar till neurogenes och förhindrar att hippocampus minskar vid kronisk stress.

### Autoimmunitet och immunförsvaret
Prolaktinet interagerar med eller härmar cytokiner vilka i sin tur också påverkar prolaktinnivåerna, varmed prolaktin i normala eller lätt förhöjda värden verkar gynnsamt på immunförsvaret. Dock verkar långvarigt förhöjda värden av prolaktin kunna framkalla autoimmuna sjukdomar, samt immunosuppression. Immunosuppression ses också vid för låga värden av prolaktin. När TNF-α ökar, höjs prolaktinnivåerna.
Vad beträffar autoimmuna sjukdomar finns dels ett samband mellan stegrad autoimmunitet och hyperprolaktinemi som har andra etiologier, dels har tester på patienter med flera former av autoimmuna sjukdomar visat att dessa oftare har förhöjda prolaktinnivåer. Vid en del sådana sjukdomar, till exempel ledgångsreumatism, varierar dock testresultaten. Patienter med den immunologiska sjukdomen psoriasis har också oftare förhöjda prolaktinnivåer i jämförelse med differentialdiagnosen atopiskt eksem, och manifestationerna verkar korrelera med prolaktinnivåerna.

### Neurogenes och fertilitet: moderskänslor och libido
Manliga feromoner verkar frisätta prolaktin, vilket verkar bidra till en neurogenes i den olfaktiva delen av hjärnan, som leder till att kvinnor utvecklar moderskänslor. Samma psykologiska effekt har prolaktin som frisätts av andra orsaker. Prolaktin ökar hungern, vilket kan ses vid graviditet och hyperprolaktinemi då personer äter mer. Höga värden prolaktin sänker också fertiliteten. Hos kvinnor hämmar det luteiniserande hormon och gonadotropinfrisättande hormon, vilket kan ge menstruationsstörningar och anovulation (utebliven ägglossning).
Hos män och kvinnor sänker prolaktin sexuallusten, eftersom det är en antagonist till dopamin. Prolaktinnivåerna ökar normalt hos män efter orgasm och ejakulation, men det finns forskning som tyder på att hos män som kan få flera orgasmer efter varandra uteblir den postorgasmiska prolaktinutsöndringen. Kortvarigt förhöjda prolaktinnivåer påverkar inte libido negativt, det kan möjligen förstärka den.

### Osmoreglering
Prolaktinet styr till viss del osmoreglering, det vill säga den osmotiska funktionen i cellerna och plasman. Höga värden av prolaktin (eller låga värden av dopamin) kan därför ofta ses vid idiopatiskt ödem. Prolaktin gör att tarmen utsöndrar mindre natrium, vatten och kalium, vilket leder till att vatten- och natriummängden i blodet ökar samtidigt som personen blir törstigare.

## Nivåer av prolaktin
Nivåerna av prolaktin varierar kraftigt över dygnet, når sin topp i djupsömn och är som lägst under dygnets ljusa timmar. Referensvärdena beror på kön och ålder. Fertila kvinnor har ett övre gränsvärde på 25 µg/l på morgonen, och gränsvärdet för män och övriga kvinnor på morgonen är 15 µg/l. Referensvärdena skiljer sig också åt beroende på när i menstruationscykeln kvinnan befinner sig, med mera. Ungefärliga medelvärde av prolaktin i plasma mätt med Siemens Immulite kan anges enligt nedanstående tabell.
| Grupp                      | Prolaktin per µg/L |
| -------------------------- | ------------------ |
| Kvinnor                    |                    |
| Follikelfasen              | 12,1               |
| Lutealfasen                | 13,9               |
| Ägglossning                | 17                 |
| Medelvärde under cykeln    | 13,0               |
| Gravida, första trimestern | 16                 |
| Gravida, andra trimestern  | 49                 |
| Gravida, tredje trimestern | 113                |
| Män                        |                    |
| 21-30 år                   | 9,2                |
| 31-40 år                   | 7,1                |
| 41-50 år                   | 7,0                |
| 51-60 år                   | 6,2                |
| 61-70 år                   | 6,9                |

För höga värden av prolaktin, hyperprolaktinemi, kan bl.a. leda till infertilitet. Om prolaktinnivåerna är förhöjda sänks libido, minnet och koncentrationsförmågan försämras, kroppen kan ansamla vätska, man kan drabbas av galaktorré, med mera. Hypoprolaktinemi är en relativt ny beteckning för ett tillstånd av för låga prolaktinnivåer, som inte är mycket utforskat.